# International Emmy Award du meilleur acteur
L’International Emmy Award du meilleur acteur (International Emmy Award for Best Actor) est une récompense de télévision décernée par l'International Academy of Television Arts and Sciences pendant la cérémonie annuelle des International Emmy Awards.

## Palmarès

### Années 2000
- 2005 : Thierry Frémont pour son rôle dans Dans la tête du tueur  France[1]
  - David Walliams pour son rôle dans Little Britain  Royaume-Uni
  - Douglas Silva pour son rôle dans Cidade dos Homens  Brésil
  - Rhys Ifans pour son rôle dans Not Only But Always  Pays de Galles

- 2006 : Ray Winstone pour son rôle dans Vincent[2]  Royaume-Uni
  - Bernard Farcy pour son rôle dans Le Grand Charles  France
  - Bernard Hill pour son rôle dans A Very Social Secretary  Royaume-Uni
  - Lin Shen pour son rôle dans The confession of Feng Qi  Chine

- 2007[3] : (ex æquo)
  - Pierre Bokma pour son rôle dans De uitverkorene  Pays-Bas
  - Jim Broadbent pour son rôle dans The Street  Royaume-Uni
    - Bobby Au-yeung pour son rôle dans Dicey Business  Hong Kong
    - Lázaro Ramos pour son rôle dans Cobras & Lagartos  Brésil

- 2008 : David Suchet pour son rôle dans Maxwell[4]  Royaume-Uni
  - Pedro Cardoso pour son rôle dans A Grande Família: o Filme  Brésil
  - Karl Markovics pour son rôle dans Franz Fuchs - Un patriote  Austria
  - Wang Chengyang pour son rôle dans Thei-go King and his son  Chine

- 2009 : Ben Whishaw pour son rôle dans Criminal Justice[5]  Royaume-Uni
  - Oscar Olivares pour son rôle dans Capadocia  Mexique
  - Robert de Hoog pour son rôle dans Skin  Pays-Bas
  - Chen Li pour son rôle dans Ultimate Rescue  Chine

### Années 2010
- 2010 : Bob Hoskins pour son rôle dans The Street[6],  Royaume-Uni
  - Sebastian Koch pour son rôle dans Sea Wolf,  Allemagne
  - Sid Lucero pour son rôle dans Dahil may isang ikaw,  Philippines
  - Leonardo Sbaraglia pour son rôle dans Epitafios,  Argentine

- 2011 : Christopher Eccleston pour son rôle dans Accused[7],  Royaume-Uni
  - Fábio Assunção pour son rôle dans Dalva e Herivelto - Uma Canção de Amor,  Brésil
  - Jang Hyuk pour son rôle dans The Slave Hunters,  South Korea
  - Michael Nyqvist pour son rôle dans Millennium,  Suède

- 2012 : Darío Grandinetti pour son rôle dans Televisión por la Inclusión[8],  Argentine
  - Arthur Acuña pour son rôle dans The Kitchen Musical,  Singapour
  - Jason Isaacs pour son rôle dans Case Histories,  Royaume-Uni
  - Stein Winge pour son rôle dans Norwegian Cozy,  Norvège
  - Zhu Yawen pour son rôle dans Flying Eagle,  Chine

- 2013 : Sean Bean pour son rôle dans Accused[9],  Royaume-Uni
  - Heino Ferch pour son rôle dans Anatomy of Revenge,  Allemagne
  - Marcos Palmeira pour son rôle dans Mandrake,  Brésil
  - Shinichi Tsutsumi pour son rôle dans Yasu – A Single Father’s Story,  Japon

- 2014 : Stephen Dillane pour son rôle dans Tunnel[10],  Royaume-Uni
  - Claude Legault pour son rôle dans 19-2,  Canada
  - Pablo Rago pour son rôle dans Televisión por la Justicia,  Argentine
  - Xiubo Wu pour son rôle dans The Orphan of Zhao,  Chine

- 2015 : Maarten Heijmans pour son rôle dans Ramses,  Pays-Bas
  - Engin Akyürek pour son rôle dans Kara Para Aşk,  Turquie
  - Emílio de Mello pour son rôle dans Psi,  Brésil
  - Rafe Spall pour son rôle dans Black Mirror,  Royaume-Uni

- 2016 : Dustin Hoffman pour son rôle dans Roald Dahl's Esio Trot,  Royaume-Uni
  - Alexandre Nero pour son rôle dans Rules of The Game,  Brésil
  - Florian Stetter pour son rôle dans L'Enfant de Buchenwald,  Allemagne
  - James Wen pour son rôle dans Echoes of Time,  Singapore

- 2017 : Kenneth Branagh pour son rôle dans Wallander,  Royaume-Uni
  - Júlio Andrade pour son rôle dans 1 Contra Todos,  Brésil
  - Zanjoe Marudo pour son rôle dans Maalaala Mo Kaya,  Philippines
  - Kad Merad pour son rôle dans Baron noir,  France

- 2018 : Lars Mikkelsen pour son rôle dans Au nom du père,  Pays-Bas
  - Júlio Andrade pour son rôle dans 1 Contra Todos,  Brésil
  - Billy Campbell pour son rôle dans Cardinal,  Canada
  - Tolga Sarıtaş pour son rôle dans Söz,  Turquie

- 2019 : Haluk Bilginer pour son rôle dans Şahsiyet,  Turquie
  - Christopher Eccleston pour son rôle dans Come Home,  Royaume-Uni
  - Raphael Logam pour son rôle dans Impuros,  Brésil
  - Jannis Niewöhner pour son rôle dans Beat,  Allemagne

### Années 2020
- 2020 : Billy Barratt pour son rôle dans Responsible Child[11],  Royaume-Uni
  - Guido Caprino pour son rôle dans 1994,  Italie
  - Raphael Logam pour son rôle dans Impuros,  Brésil
  - Arjun Mathur pour son rôle dans Made in Heaven,  Inde

- 2021 : David Tennant pour son rôle dans Des'[12],  Royaume-Uni
  - Roy Nik pour son rôle dans Normali,  Israël
  - Nawazuddin Siddiqui pour son rôle dans Serious Men,  Inde
  - Christian Tappan pour son rôle dans El robo del siglo,  Colombie

- 2022 : Dougray Scott pour son rôle dans Irvine Welsh's Crime[13],  Royaume-Uni
  - Sverrir Gudnason pour son rôle dans En Kunglig Affär,  Suède
  - Scoot McNairy pour son rôle dans Narcos: Mexico,  Mexique
  - Lee Sun-kyun pour son rôle dans Dr. Brain,  Corée du Sud

- 2023 : Martin Freeman pour son rôle dans The Responder[14],  Royaume-Uni
  - Gustavo Bassani pour son rôle dans Iosi, el espía arrepentido,  Argentine
  - Jonas Karlsson pour son rôle dans Nattryttarna,  Suède
  - Jim Sarbh	pour son rôle dans Rocket Boys,  Inde